# Mance Lipscomb
Mance Lipscomb, est un chanteur-guitariste de blues américain, né à Navasota, Texas, le 9 avril 1895, mort au même endroit le 30 janvier 1976.

## Biographie
Fils d'un ancien esclave, Mance Lipscomb commence par jouer du violon. Il anime pique-niques et dancings pour Noirs comme pour Blancs. Il n'apprendra la guitare que sur le tard, et en autodidacte. Son style en sera très caractéristique, il joue une ligne de basse continue, avec arpèges sur les cordes aiguës de sa guitare. Il ne viendra au blues que plus tard : il joue gospels, ballades, morceaux à danser, etc., le fond du répertoire des vieux songsters texans. Il a une voix douce, qui s'accorde bien avec sa musique légère et dansante et sa philosophie personnelle, mélange de bon sens paysan, de christianisme fervent et d'amour du prochain.
Il joue régulièrement à Navasota, tout en continuant à cultiver son champ. Mais en 1960 il est découvert par les musicologues Mack Mc Cormick et Chris Strachwitz qui le font illico enregistrer (Mance Lipscomb - Texas Sharecropper and Songster chez Arhoolie). Il participe alors à de nombreux festivals, tout en continuant à cultiver son lopin de terre.